# Emblema

La colomba, emblema della pace

Emblema (in greco antico: ἔμβλημα?, émblema, dal greco antico: ἐμβάλλω?, embállo, "ciò che è messo dentro") è una rappresentazione simbolica adottata per raffigurare un'idea della quale esprima proprietà particolari ed essenziali; di solito è accompagnata da qualche parola (un verso, un motto o una sentenza) che ne chiarisce meglio il significato.

## Significato
Per i Latini significava mosaico o figura ornata in rilievo, mentre nell'accezione moderna si tratta di un'immagine, di solito accompagnata da un motto e da una dichiarazione in versi, talvolta anche da un commento in prosa.
Uno stemma gentilizio può essere un emblema, così come il marchio di fabbrica di un'impresa commerciale o il simbolo di uno Stato (ad esempio l'emblema della Repubblica Italiana).
A un livello più astratto un emblema è un'entità in cui è fortemente presente una caratteristica, al punto che tale entità è in grado di definirla e quindi in grado di evocare in chi lo osserva un'idea o un'emozione non necessariamente esplicita.
La differenza tra stemma e emblema è principalmente l'assenza di uno scudo nel secondo.

## Emblematica
L'emblematica fu un genere letterario le cui origini possono essere rintracciate già nel medioevo, ma che una sua particolare fortuna, per circa due secoli, soprattutto a partire dal Rinascimento. Si trattava di raccolte di allegorie illustrate da versi latini. Artefice di questa fortuna fu Andrea Alciati, con i suoi Emblemata, pubblicati ad Augusta nel 1531 e oggetto di centinaia di edizioni e volgarizzamenti in varie lingue europee. Altro esponente del genere letterario fu Pierre Coustau (alias Petrus Costalius, floruit 1555), con i suoi Pegma, cum narrationibus philosophicis, opera pubblicata a Lione nel 1555, per i tipi di Macè Bonhomme, frutto dell'idea innovativa di accompagnare ciascuna allegoria con commenti filosofici compiuti e autosufficienti, in una maniera che può essere accostata alla forma dei Saggi di Michel de Montaigne.